# Ludvig Karl av Nemours
Ludvig Karl av Nemours, Louis Charles Philippe Raphael, hertig av Nemours, född den 25 oktober 1814 i Palais Royal i Paris, död den 26 juni 1896 i Versailles, var en fransk prins, andre son till Ludvig Filip I, fransmännens kung.

## Biografi
Under Ludvig Filips regering omtalades han som belgisk och grekisk tronkandidat, blev 1837 brigadgeneral och sökte under februarirevolutionen trygga tronföljden åt sin brorson greven av Paris. Han fanns på plats vid sin fars abdikation, och eskorterade greven av Paris med dennes mor och bror till parlamentet undan stormningen av Tuilerierna, där parlamentet sedan tog ställning till greven av Paris tronkandidatur och Nemours egen plats som regent för dennes förmyndarregering.
Han levde därefter till 1871 i Storbritannien, återvände samma år till Frankrike men bosatte sig efter 1886 åter i Storbritannien.

## Familj
Ludvig Karl gifte sig den 27 april 1840 på slottet i S:t Cloud med Viktoria, prinsessa av Sachsen-Coburg-Gotha (1822–1857).
Barn:
- Gaston av Orléans, greve av Eu Louis Philippe Marie Ferdinand Gaston (1842–1922); gift 1864 med Isabella av Brasilien (1846–1921).
- Ferdinand Philippe, hertig av Alençon (1844–1910); gift 1868 med Sophie, hertiginna i Bayern (1847–1897)
- Marguerite Adélaide Marie (1846–1893); gift 1872 med furst Wladislaw Czartoryski (1828–1894)
- Blanche Marie Amélie Caroline Louise Victoire (1857–1932)